# Nakamura-za
Le Nakamura-za (中村座; fondé en 1624) est une des trois principales salles de théâtres kabuki d'Edo (ja:江戸三座) avec le Morita-za et l'Ichimura-za. Il est fondé par Nakamura Kanzaburō I (ja:中村勘三郎 (初代)). Le Nakamura-za est déménagé dans la nouvelle capitale Tokyo en 1868 et rouvert sous la direction de Nakamura Kanzaburō XIII (1828-1895), dernier descendant direct de Nakamura Kanzaburō, en tant que zamoto.

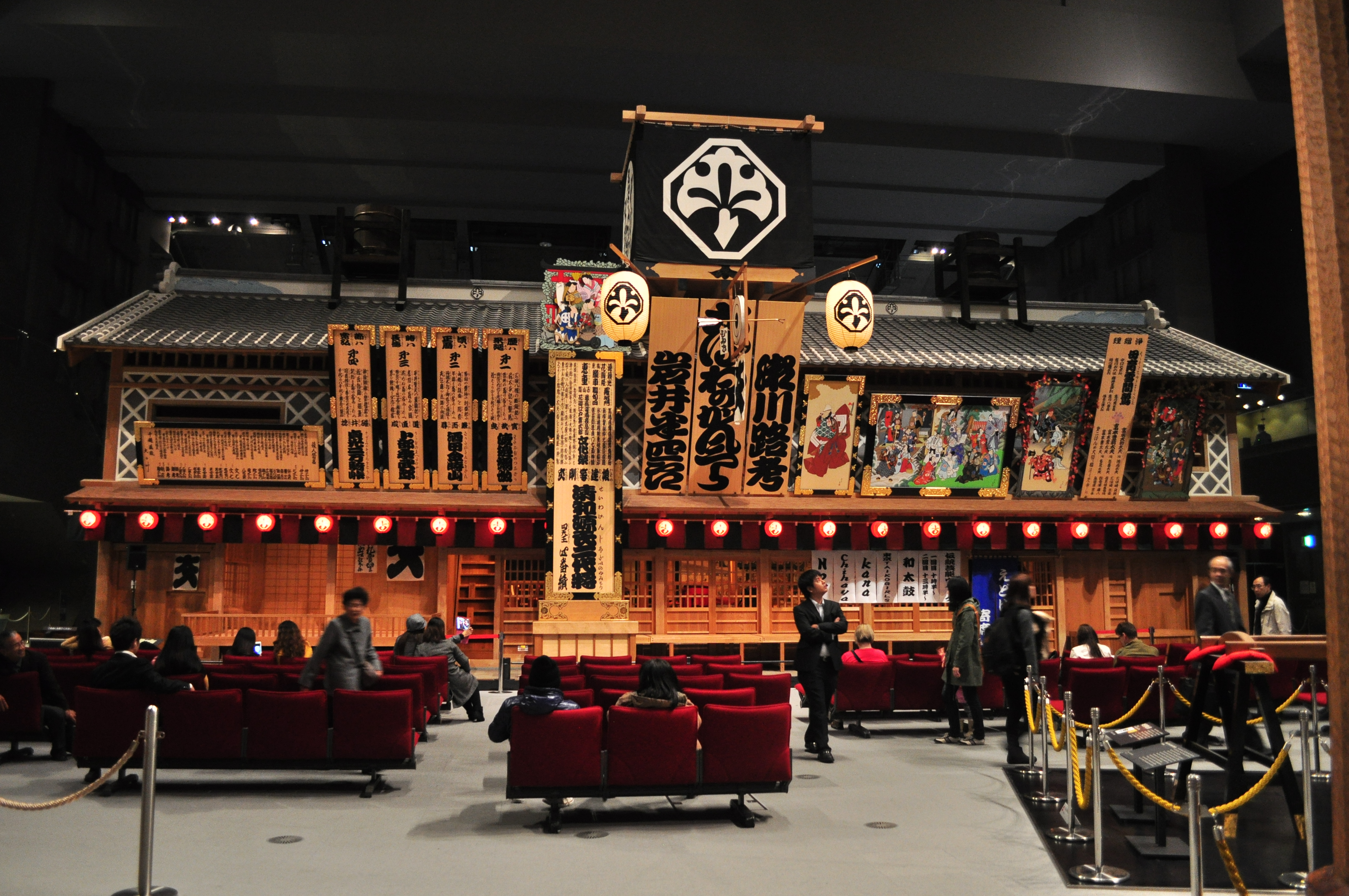
Maquette du Nakamura-za.